# TV를 껐네...
"TV를 껐네..."는 남성 힙합 듀오 리쌍의 노래이다. 정규 7집 음반 AsuRa BalBalTa의 수록곡으로, 2011년 8월 25일 음반 발매에 앞서 8월 16일에 미리 공개되었다. 개리가 작사를 맡았고, 길이 작곡을 하였다. 프로듀싱은 프라이머리가 하였다. 연인들의 심리를 표현한 이 노래는 윤미래와 10cm의 권정열이 피처링을 하였다.

## 설명
"TV를 껐네..."는 다른 대부분의 리쌍 노래와 마찬가지로 개리가 작사를, 길이 작곡을 맡았다. 피처링으로는 10cm의 권정열과 같은 소속사인 윤미래가 피처링을 맡았다. 길은 인터뷰에서 다음과 같이 이 곡이 만들어진 배경에 대해 설명하였다. 
| “ | 1월 말쯤 성대수술을 해서 활동을 다 쉬고 있었는데 어느 날 갑자기 그런 생각이 들었다. 그동안 나는 항상 지하에서, 개리는 옥탑에서 살았는데 이제 우리가 좀 좋은 집에서 사니까 음악이 안 나오는 거 아닐까. 그래서 개리는 옥탑방을 구하러 다니고, 나 역시 꽉 막히고 환기 안 되고 답답하고 잠들면 몸에 안 좋은 환경으로 돌아가야겠다 싶어 지하방을 구할 때까지 녹음실에서 지내기로 했다. 그런데 이불 들고 녹음실로 들어간 날, 새벽 네 시쯤 ‘여기 와도 뭐 안 되는구나’ 싶은 절망감 속에 술을 마시기 시작했다가 정확히 여섯 시 반에 ‘나란 놈은 답은 너다’가 거짓말처럼 나왔다. 그 노래의 주제를 다시 개리랑 이야기하면서 이별노래를 만들까 하다가 방향이 바뀌어 나온 게 ‘TV를 껐네’고, MBC 가요제를 하던 도중 ‘강남사짜’가 만들어졌다. | ” |
|   | — 10asia와의 인터뷰 中 |   |

개리는 “처음엔 이별 얘기로 쓰려던 곡이었지만 둘이 얘기를 하다 보니 이런 상황에서 남자의 심정, 여자의 심정이 각각 다르니까 재미있을 것 같았다.”라고 말하며 가사를 썼다고 한다.